# Домбрувка-Щепановська
Домбрувка-Щепановська (пол. Dąbrówka Szczepanowska) — село в Польщі, у гміні Плесьна Тарновського повіту Малопольського воєводства.
Населення — 547 осіб (2011).
У 1975-1998 роках село належало до Тарновського воєводства.

## Демографія
Демографічна структура станом на 31 березня 2011 року:
|          | Загалом | Допрацездатний вік | Працездатний вік | Постпрацездатний вік |
| -------- | ------- | ------------------ | ---------------- | -------------------- |
| Чоловіки | 266     | 61                 | 171              | 34                   |
| Жінки    | 281     | 68                 | 153              | 60                   |
| Разом    | 547     | 129                | 324              | 94                   |